# Hexathelidae
Hexathelidae – rodzina pająków z infrarzędu ptaszników. Obejmuje 45 opisanych gatunków. Zamieszkują krainę australijską i południe Ameryki Południowej.

## Morfologia
Karapaks jest nieowłosiony, co najwyżej z kilkoma szczecinkami, zaopatrzony w ośmioro oczu rozmieszczonych w dwóch szeregach, tworzących razem grupę około dwukrotnie szerszą niż dłuższą; oczy przednio-środkowe leżą na tej samej długości co przednio-boczne, zaś tylno-środkowe bardziej z przodu niż tylno-boczne. Jamka karapaksu jest poprzeczna. Szczękoczułki pozbawione są rastellum i mają jeden lub dwa szeregi zębów na brzegach bruzdy. Szczęki są dłuższe niż szersze, zaopatrzone w serrulę i liczne kuspule. Warga dolna jest tak szeroka jak długa lub szersza niż dłuższa, wyposażona w kuspule, oddzielona rowkiem od sternum, które to z kolei ma trzy pary sigilla.
Odnóża mają trichobotria umieszczone w dwóch szeregach na goleniach, w jednym prostym szeregu na nadstopiach oraz w jednym prostym lub zaburzonym szeregu na stopach. Nasady trichobotrii są kołnierzykowate. Odnóża samic pozbawione są skopuli. Stopy wieńczą trzy pazurki, z których górne mają po jednym szeregu ząbków. Samce z wyjątkiem rodzaju Plesiothele mają zmodyfikowane m.in. obecnością właściwego megakolca golenie pierwszej pary.
Opistosoma (odwłok) zaopatrzona jest w trzy pary kądziołków przędnych.
Nogogłaszczki samca mogą mieć apofizę paraemboliczną lub nie. Embolus zwykle jest biczykowaty, ale bywa też zaostrzony, a u Plesiothele jest krótki i skręcony.

## Rozprzestrzenienie
Przedstawiciele rodziny znani są z Chile, południowej Argentyny, Australii, Tasmanii i Nowej Zelandii.

## Taksonomia i ewolucja
Takson ten wprowadził w 1892 roku Eugène Simon. W początkach XX wieku traktowany był jako grupa Hexathelae w obrębie podrodziny Diplurinae. Później Diplurinae podniesiono do rangi rodziny, a omawiany takson do rangi podrodziny Hexathelinae. Rangę osobnej rodziny, Hexathelidae, nadał mu Robert J. Raven w 1980 roku, wyróżniając w jej obrębie trzy podrodziny, w tym Hexathelinae i Plesiothelinae. W 2018 roku Marshal Hedin i inni na podstawie wyników filogenetycznych analiz molekularnych wydzieli z Hexathelidae rodziny Atracidae, Macrothelidae i Porrhothelidae, a Plesiothelinae zsynonimizowali z Hexathelidae.
Po tych zmianach do rodziny zalicza się 45 opisanych gatunków sklasyfikowanych w siedmiu rodzajach:
- Bymainiella Raven, 1978
- Hexathele Ausserer, 1871
- Mediothele Raven et Platnick, 1978
- Paraembolides Raven, 1980
- Plesiothele Raven, 1978
- Scotinoecus Simon, 1892
- Teranodes Raven, 1985

Wyniki molekularnych analiz filogenetycznych Siddhartha Kulkarniego, Hannah M. Wood i Gustava Hormigi z 2023 roku w zależności od użytej metody albo wskazują jako grupę siostrzaną Hexathelidae klad tworzony przez ten rodzaj Euagrus i rodzinę Ischnothelidae, albo na brak monofiletyzmu Hexathelidae – Ischnothelidae zagnieżdżają się w ich obrębie jako siostrzane dla Mediothele i dopiero taki klad utworzony przez te dwie rodziny jawi się jako siostrzany dla Euagrus.